# Civetone
Civetone là một ceton vòng và là một trong những thành phần có trong nước hoa xưa nhất từng được biết. Nó là một pheromone chiết xuất từ cầy hương châu Phi. Nó có mùi xạ hương mạnh, nhưng trong dung dịch rất loãng nó có mùi dễ chịu. Civetone khá tương đồng với muscone, chất tạo mùi hương chủ yếu được tìm thấy trong xạ hương, do cả hai đều là ceton vòng lớn. Ngày nay, civetone có thể được tổng hợp từ các tiền chất hóa học có trong dầu cọ .